# Ynys Moelfre
Ynys Moelfre est une île du pays de Galles située à proximité du village de Moelfre, dans l'ouest de l'île d'Anglesey.

## Étymologie
Le nom de l'île est composé du mot gallois ynys (« île ») et de moelfre, qui pourrait signifier « colline nu », peut-être dans le sens de sec, aride, stérile.

## Description
Il s'agit d'une île inhabitée de 6,6 acres ; à marée basse, elle a une longueur maximale de 261 mètres et une largeur maximale de 121 mètres.

## Faune et flore
Les espèces d'oiseaux qui peuvent être trouvées sur l'île incluent les goélands, les sterninae, les fous de Bassan, les fulmars, et les skuas. L'île abrite occasionnellement une colonie de phoques.
On trouve dans l'île des fleurs sauvages et des poaceae.